# Björnberget-Gäddtjärnen
Björnberget-Gäddtjärnen är ett naturreservat i Bjurholms kommun i Västerbottens län.
Området är naturskyddat sedan 2016 och är 247 hektar stort. Reservatet omfattar toppen och norra och södra sluttningen av Björnberget. Reservatet består av brandpräglade blandbarrskog med inslag av lövträd. I nordväst ligger skogstjärnen Gäddtjärnen.